# Нова Гора (Літія)
Нова Гора (словен. Nova Gora) — поселення в общині Літія, Осреднєсловенський регіон, Словенія. Висота над рівнем моря: 561,6 м.